# Aphidius
Lysaphidius
Genre
Synonymes
- Lysaphidius Smith, 1944

Aphidius est un genre d'insectes hyménoptères parasitoïdes de pucerons comprenant une quarantaine d'espèces dont certaines sont commercialisées pour la lutte biologique.

## Publication
Ce genre Aphidius est décrit et publié par Christian Gottfried Daniel Nees von Esenbeck en 1818

### Synonyme
Il a un synonyme Lysaphidius Smith, 1944

## Espèces
Espèces selon catalogueoflife
- A. adelocarinus Smith, 1944
- A. alius Muesebeck, 1958
- A. amamioshimensis Takada, 1968
- A. amelanchieri Liu, 1977
- A. amphorophori Liu, 1977
- A. apolloni Kavallieratos & Tomanovic, 2006
- A. aquilus Mackauer, 1961
- A. areolatus Ashmead, 1906
- A. artemisicola Tizado & Nunez-Perez, 1995
- A. arvensis (Stary, 1960)
- A. asteris Haliday, 1834
- A. atropetiolatus Ashmead, 1890
- A. autriquei Stary, 1985
- A. avenae Haliday, 1834
- A. avenaphis (Fitch, 1861)
- A. balcanicus Tomanovic & Petrovic, 2011
- A. bertrandi Benoit, 1933
- A. biocarinatus Chen & Shi, 2001
- A. brasiliensis Brethes, 1918
- A. breviatus Shi & Chen, 2001
- A. camerunensis Mackauer, 1966
- A. cingulatus Ruthe, 1859
- A. colemani Viereck, 1912
- A. coloratus Baker, 1909
- A. constrictus (Nees, 1811)
- A. cupressi Wang & Dong, 1996
- A. chaetosiphonis Tomanovic & Petrovic, 2011
- A. chrisanthemi Marshall, 1896
- A. delicatus Baker, 1909
- A. dianensis Dong & Wang, 1996
- A. dimidiatus Curtis, 1831
- A. dipsaci (Schrank, 1802)
- A. eadyi Stary, Gonzalez & Hall, 1980
- A. eglanteriae Haliday, 1834
- A. ericaphidis Pike & Stary, 2011
- A. ervi Haliday, 1834
- A. erysimi (Stary, 1960)
- A. ferruginosus Baker, 1909
- A. floridaensis Smith, 1944
- A. frumentarius Latteur, 1979
- A. fulvus Cresson, 1865
- A. fumatus Haliday, 1834
- A. funebris Mackauer, 1961
- A. fuscoventris Cresson, 1865
- A. galii Tomanovic & Kavallieratos, 2002
- A. geranii Tomanovic & Kavallieratos, 2010
- A. gifuensis Ashmead, 1906
- A. glacialis Ashmead, 1902
- A. hieraciorum Stary, 1962
- A. hortensis Marshall, 1896
- A. inclusus Ratzeburg, 1852
- A. iranicus Rakhshani & Stary, 2007[4]
- A. kakimiaphidis Smith, 1944
- A. kunmingensis (Wang & Dong, 1997)
- A. lincangensis Dong, 1988
- A. linosiphonis Tomanovic & Stary, 2001
- A. linosiphonus Tomanovic & Stary, 2001
- A. liriodendrii Liu, 1977
- A. longiantennatus Chou & Xiang, 1982
- A. longicornis Cresson, 1865
- A. longipetiolus Takada, 1968
- A. lupini Liu, 1977
- A. macrophthalmus Brues, 1933
- A. macrosiphoniella (Tamili & Raychaudhuri, 1984)
- A. macrosiphoniellae Takada, 1968
- A. magdae Mescheloff & Rosen, 1990
- A. marvelus Chen & Shi, 2001
- A. masonaphis Liu, 1977
- A. matricariae Haliday, 1834
- A. matsuyamensis (Takada, 1966)
- †A. maximus Théobald 1937
- A. medvedevi Davidian, 2010
- A. megourae Stary, 1965
- A. microlophii Pennachio & Tremblay, 1987
- A. montanus Ashmead, 1890
- A. montenegrinus Tomanovic & Kavallieratos, 2004
- A. montereyensis Liu, 1977
- A. multiarticulatus (Ashmead, 1889)
- A. myzocallidis Mescheloff & Rosen, 1990
- A. niger Shi & Chen, 2001
- A. nigripes Ashmead, 1901
- A. obscuripes Ashmead, 1889
- A. ohioensis Smith, 1944
- A. pallipes Cresson, 1865
- A. pelargonii Stary & Carver, 1980
- A. persicus Rakhshani & Stary, 2006
- A. phalangomyzi Stary, 1963
- A. phragnitei Lu & Ji, 1993
- A. pisivorus Smith, 1941
- A. pleotrichophori (Takada, 1966)
- A. plocamaphidis (Stary, 1973)
- A. polycostulari Das & Chakrabarti, 1991
- A. polygonaphis (Fitch, 1855)
- A. popovi Stary, 1978
- A. propinquus Ashmead, 1902
- A. pseudopicipes Stary, 1983
- A. pseudoplatanus Curtis, 1837
- A. pteridis Liu, 1977
- A. qadrii (Shujauddin, 1977)
- A. ramithyrus Smith, 1944
- A. rhopalosiphi de Stefani-Perez, 1902
- A. ribis Haliday, 1834
- A. rosae Haliday, 1833
- A. rosaphidis Smith, 1944
- A. rubifolii Mackauer, 1968
- A. rufus Goureau, 1851
- A. salicis Haliday, 1834
- A. santolinae (Michelena & Sanchis, 1995)
- A. schimitscheki (Stary, 1960)
- A. segmentatus Pike & Stary, 2000
- A. setiger (Mackauer, 1961)
- A. seyrigi Granger, 1949
- A. sichuanensis Chen & Shi, 2001
- A. similis Stary & Carver, 1980
- A. smithi Sharma & Subba Rao, 1959
- A. sonchi Marshall, 1896
- A. staryi

Aphidius staryi (Chen & Luhman) Chen & Luhman, 1991
Aphidius staryi (Das & Chakrabarti) Das & Chakrabarti, 1990
- A. subantarcticus Stary & Vogel, 1985
- A. sussi Pennachio & Tremblay, 1989
- A. tanacetarius Mackauer, 1962
- A. tarsalis van Achterberg, 2006
- A. transcaspicus Telenga, 1958
- A. tuberculatus Samanta & Raychaudhuri, 1990
- A. uroleuci Mescheloff & Rosen, 1990
- A. urticae Haliday, 1834
- A. uzbekistanicus Luzhetzki, 1960
- A. vaccinii Liu, 1977
- A. viaticus (Sedlag, 1969)

### Espèce fossile
- †Aphidius maximus Théobald, 1937

## Galerie

Quelques espèces vivantes du genre Aphidius.
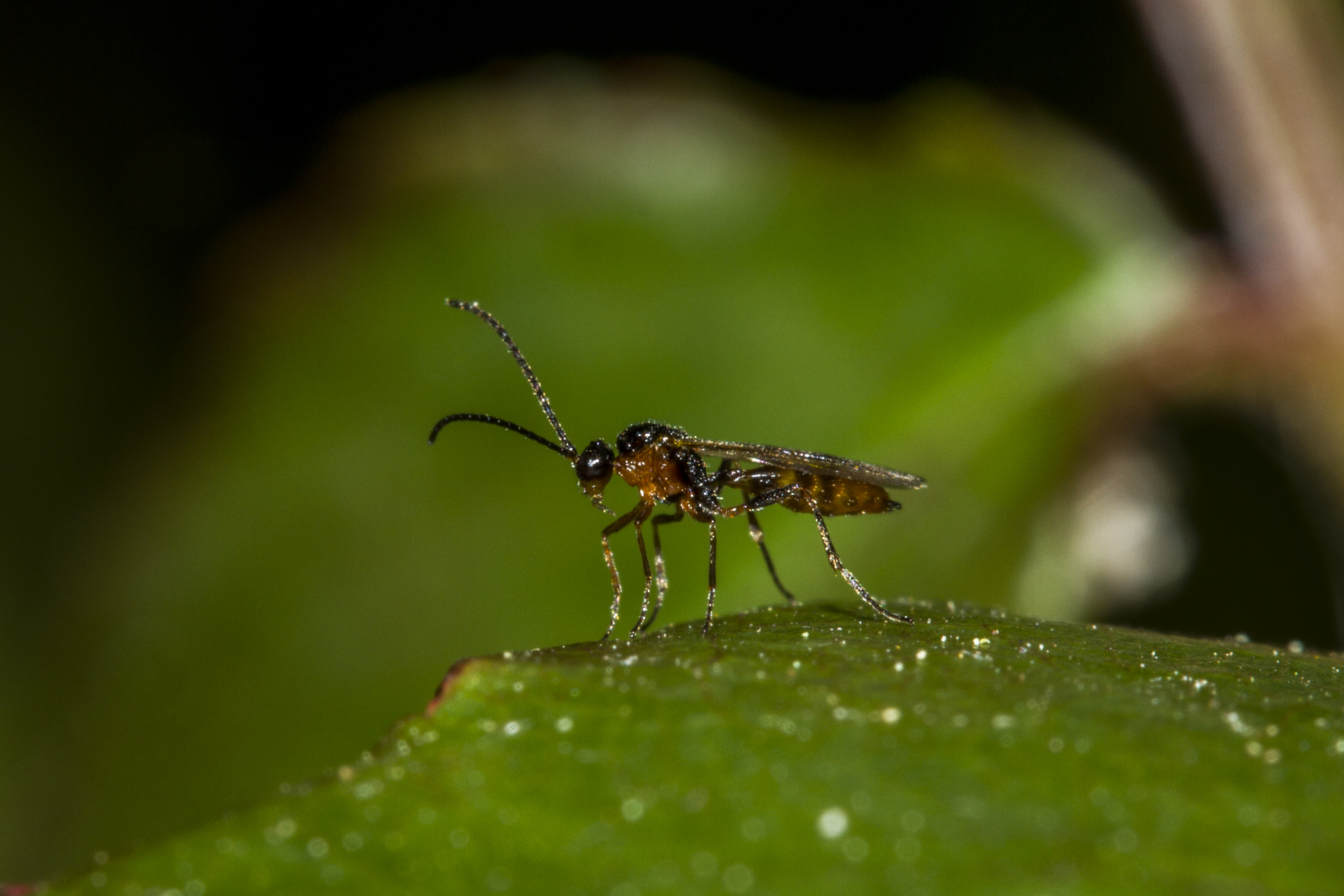
video avec Aphidius colemani
- Aphidius ervi
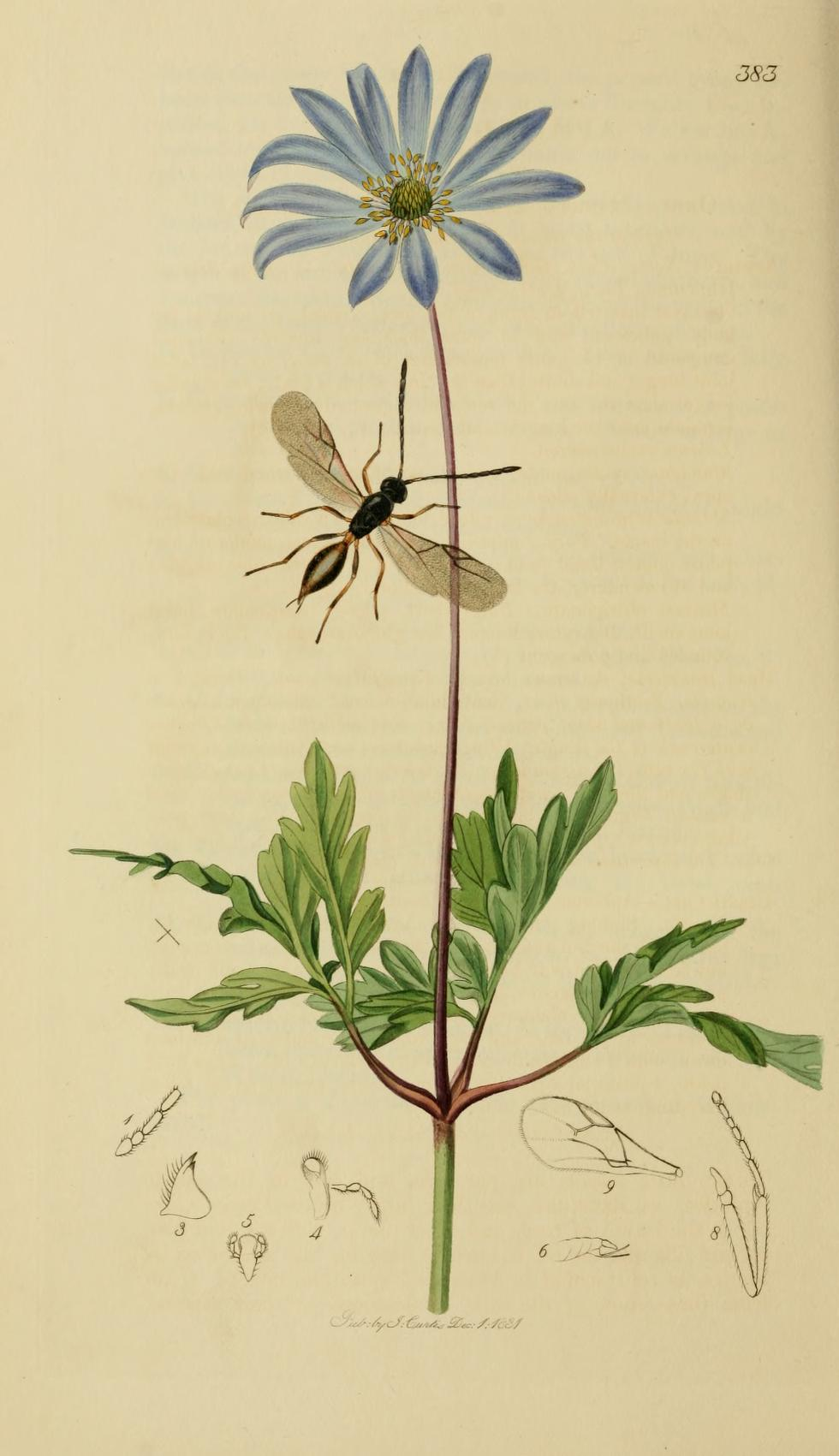
Aphidius matricariae sur l'Anémone des Apennins.
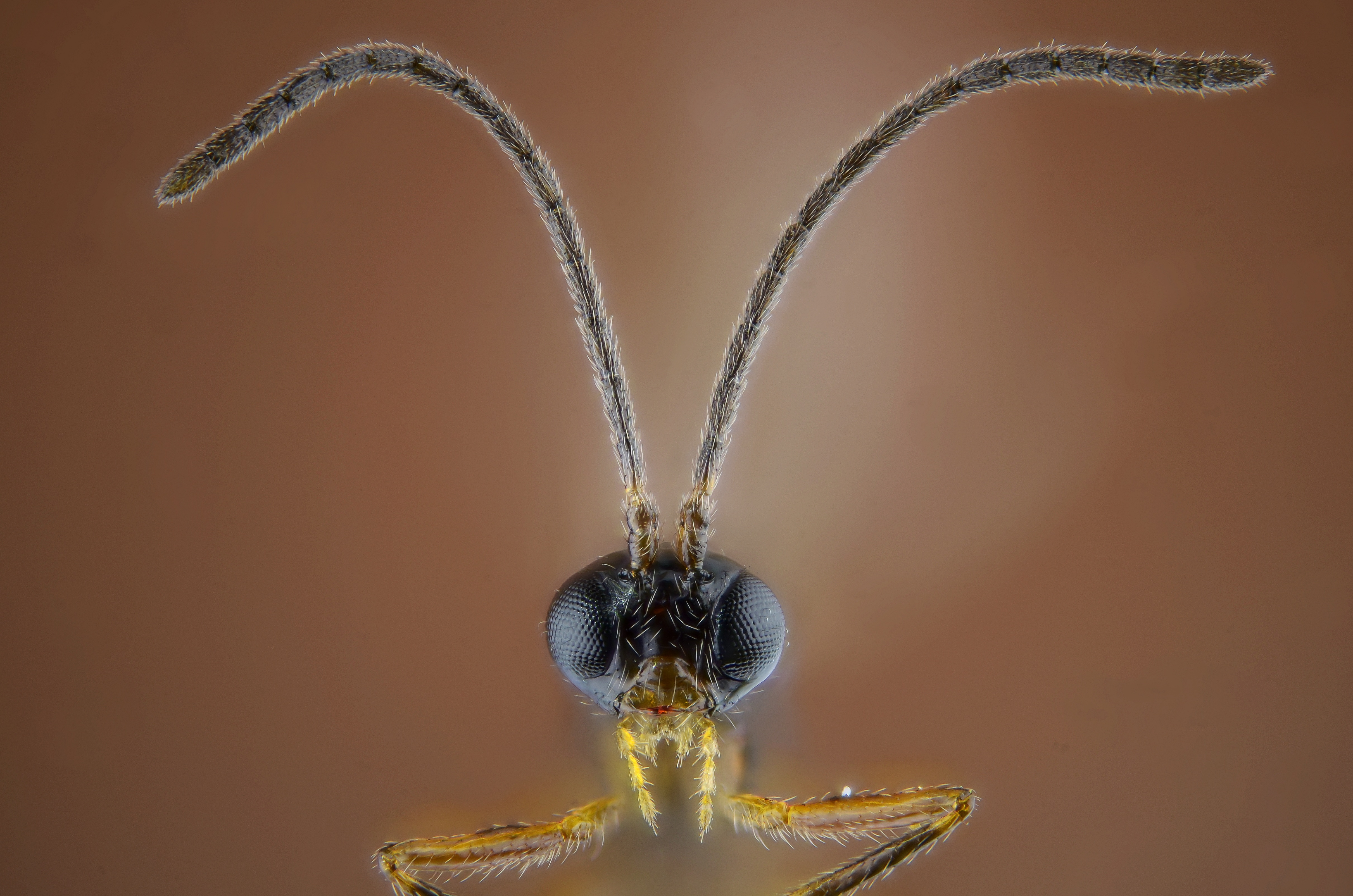
Aphidius rhopalosiphi

### Publication originale
- (la) C. G. Nees, « Appendix ad J. L. C. Gravenhorst conspectum generum et familiarum ichneumonidum », Nova Acta Physico-Medica Academiae Caesareae Leopoldino-Carolinae Naturae Curiosum, vol. 9,‎ 1818, p. 299-310.